# Extreme Dinosaurs
Extreme Dinosaurs är en amerikansk animerad TV-serie som ursprungligen sändes i syndikering under perioden 1 september-24 december 1997. Den är baserad på Mattels actionfigurer om en "fyrklöver" med humanoida dinosaurier som hjältar och raptorer som skurkar. De onda dinosaurierna försöker skapa global uppvärmning och göra livet enklare för reptiler. I Extreme Dinosaurs förvandlades förhistoriska reptiler av en utomjordisk brottsling, och fick utökad intelligens och humanoid-form. En ny kvinnlig utomjordisk polisofficer som genom misstag hamnade i konflikten.
Huvudhjältarna och huvudskurkarna medverkade först i Street Sharks i de sista avsnitten, och hjältarna kallades Dino Vengers the Extreme Dinosaurs. Förutom Stegz visade de sig ogilla raptorer. Series har aldrig visats i Sverige.

## Lista över avsnitt
1. Out of Time
2. Fossil Fooled
3. Ick-Thysaurus Vacation
4. Inevitable Eggstinction
5. Raptoroid
6. Bullzeye Surfs the Web
7. Saurian Sniffles
8. Jurassic Art
9. Mission Implausible
10. Cyber-Raptors
11. Loch Ness Mess
12. Dialing for Dinosaurs
13. There's no Place like Dome
14. Raptorian Crude
15. The Rule Book of Love
16. Monstersaurus Truckadon
17. Incredible Shrinking Dinosaurs
18. Lunar Toons
19. Have a Nice Daynosaur
20. Bones of Contention
21. The Bad Seed
22. Earth vs. the Flying Raptors
23. Rebels without a Clue
24. Day of the Condorsaurus
25. The Dinosaur Prophesy
26. The Raptor who would be King
27. The Return of Argor
28. Jelousaurus
29. Shrink Rap
30. Night of the Living Pumpkins
31. A Few Good Dinosaurs
32. Captain Pork
33. Lights, Camera, Raptors
34. Enter the Dinosaur
35. The Weresaur
36. Jinxed
37. Tiptoe Through the Tulips
38. Cliff Notes
39. Colosso-Dome
40. Dinosaur Warriors
41. Surfasaur's Up
42. Agent Double O Dinosaur
43. Salsafied
44. T-Foot
45. Zogwalla-Con
46. Safari-Saurus
47. Sir Gus and the Dragon
48. The Extreme Files
49. A Bone to Pick
50. The Mysterious Island of Dr. Monstromo
51. Medusasaur
52. Holiday on Ice

## Actionfigurer
Precis som Beast Wars: Transformers fanns även Extreme Dinosaurs som actionfigurer.

### Fotnoter
1. ↑  ”Overview” (på engelska). TV.com. Arkiverad från originalet den 11 mars 2016. https://web.archive.org/web/20160311183613/http://www.tv.com/shows/extreme-dinosaurs/episodes/. Läst 29 december 2015.